# Таза (биосферный резерват)
Таза (араб. الحظيرة الوطنية تازة‎) — один из самых маленьких национальных парков Алжира. Площадь — 38,07 км². Находится в провинции Джиджель и назван в честь города Таза, расположенного рядом с парком.
Парк расположен в 30 километрах северо-восточнее города Джиджель. В парке есть пещера Джиджель, а также множество пляжей, гротов и клифов. Парк входит в список биосферным резерватом ЮНЕСКО, поскольку в нём водятся редкие виды флоры и фауна, включая вымирающих маготов. Macaca sylvanus — приматы, которые раньше были гораздо более распространены в Северной Африке, чем сегодня.